# Grafikstandard

Vergleich von verschiedenen Auflösungen

Ein Grafikstandard beschreibt festgelegte Eigenschaften eines Bildschirms oder einer Grafikkarte. Durch Verwendung von Grafikstandards wird es möglich, Geräte verschiedener Hersteller miteinander zu verbinden.

## Verbreitete Standards
Zu den festgelegten Parametern gehören Seitenverhältnis, Bildauflösung, Farbtiefe und ggf. erlaubte Farbwerte, Bildwiederholfrequenz.
Im Computerbereich gibt es unter anderem folgende Standards:
- MDA – Monochrome Display Adapter ist der monochrome Text-Standard der XTs mit 720 × 350 Pixel.
- Hercules – ein monochromer Standard mit 720 × 348 Pixeln sowohl für Text als auch Grafik.
- CGA – Color Graphics Adapter von IBM aus dem Jahr 1981 war der erste Farbgrafikstandard für PCs. Er kann 80 × 25 oder 40 × 25 Textzeichen in 16 Farben, 640 × 200 Pixel in 2 Farben oder 320 × 200 Pixel in 4 Farben darstellen.
- EGA – Enhanced Graphics Adapter hat eine Auflösung von 640 × 350 Pixel mit einer 4-Bit-Palette (CLUT, 16 Farben).
- VGA – Video Graphics Array enthält die grafikfähigen Auflösungen 640 × 480 Pixel bei 16 Farben, 320 × 200 bei 256 Farben und einen Textmodus mit 720 × 400 Pixel.
- MCGA – Multicolor Graphics Array ist ein Zwischenschritt zwischen CGA und VGA. Auf EGA-Kompatibilität wurde komplett verzichtet. Neben 320 × 200 bei 256 aus einer Palette von 262.144 Farben und 640 × 480 (Monochrom), stehen nur die alten CGA-Modi zur Verfügung: 320 × 200 mit 4 Farben und 640 × 200 bei 2 Farben.
- 8514/A ist VGA ähnlich, kann zusätzlich aber 1024 × 768 Pixel mit 256 Farben im Zeilensprungverfahren (43,5 Hz) darstellen.
- SVGA – Super Video Graphics Array der VESA für IBM-PCs. Eine Auflösung beträgt 800 × 600 Pixel mit 4 Bit Farbtiefe (16 Farben). Weitere Auflösungen wurden bis zur VESA-Spezifikation 2.0 definiert.
- WVGA (Wide VGA) steht für die Auflösung von 720 × 400 oder 800 × 480 Pixel bei Smartphone-Displays. Bei Windows-Phone-7-Geräten ist WVGA (480 × 800 Pixel) eine von zwei möglichen verbindlichen Vorgaben von Microsoft (entweder 480 × 320 Pixel oder 800 × 480 Pixel)
- XGA – Extended Graphics Array von IBM aus dem Jahr 1990. Auflösungen von 1024 × 768 Pixel mit 256-Farb-Palette oder 640 × 480 mit 16 Bit pro Pixel.
  - XGA-2 fügt Unterstützung für 1024 × 768 bei 16 Bit und höherer Frequenz hinzu; außerdem neu: 1360 × 1024 mit 16 Farben.

Danach erfolgte keine Standardisierung mehr, lediglich Abkürzungen für die gebräuchlichen Bildauflösungen bürgerten sich ein.
Durch das Zusammenwachsen von Computertechnik und Unterhaltungselektronik erfahren auch die HDTV-Standards auf Computermonitoren eine gewisse Bedeutung und Unterstützung:
- 720i, 720p – 1280 × 720 Pixel und 16:9-Seitenverhältnis, entweder im Zeilensprungverfahren (i) oder progressiv (p) bei 23,976, 24, 25, 29,97, 30, 50, 59,94 oder 60 Hertz.
- 1080i, 1080p – 1920 × 1080 Pixel und sonst 720-identischen Parametern.

## Technische Aspekte
Die Industrie hat sich auf eine relativ kleine Anzahl an Grafikmodi bzw. Grafikstandards verständigt. Waren zunächst De-facto-Standards durch marktdominierende Produkte vorherrschend, z. B. die VGA-Karte von IBM, so setzten sich später von Herstellervereinigungen definierte Standards durch, z. B. VESA.

### Räumliche und Farbauflösung
Die ersten Standards spiegeln die technischen Beschränkungen, die sich bspw. aus der Monitor-Röhrentechnik und aus der Wortbreite zusammen mit der Speicherarchitektur der Rechnersysteme ergaben. Mit der Verdrängung der Röhrenmonitore durch Flachbildschirme ergaben sich neue Grafikmodusstandards, deren Durchsetzung aufgrund der nativen Auflösung dieser Bildschirmtechnik zu einer deutlichen Konsolidierung führte. Nativ bedeutet hierbei, dass nur eine derart spezifizierte Auflösung ohne Interpolationsverluste angezeigt werden kann. Auf Röhrenmonitoren war es noch möglich gewesen, nutzerspezifizierte standardfremde Auflösungen verlustlos nutzen zu können.
Bei Röhrenmonitoren waren technologiebedingt Seitenformate, die nah am Quadrat (1:1) liegen, bevorzugt. Die technische Beschränkung existiert nicht bei Flachbildschirmen, sodass das dem menschlichen Blickfeld näher kommende Breitbildformat (z. B. 16:9) zusammen mit der neuen Bildschirmtechnologie in den Markt kam. Daher sind derzeit (2016) Formate wie WUXGA gängig; UHD ist im Kommen.
Die verfügbaren Modi sind bei Heimcomputern, Spiele-Konsolen, Apple-Rechnern oder auch IBM-kompatiblen PCs für jede dieser Klassen relativ eigenständig.
Moderne Grafikkartentreiber erlauben neben traditionellen querformatigen Modi auch hochformatige Darstellungen, d. h. Grafikmodi, bei denen die Anzeige um 90 Grad gedreht wird.
Mit fortschreitender Entwicklung wurden Pixelauflösung und Farbtiefe der Grafikmodi immer weiter verbessert.

### Übergang vom Text- in den Grafik-Modus
Beim Bootvorgang eines handelsüblichen, IBM-kompatiblen Rechners wird dieser traditionell zunächst in einem Textmodus gestartet. Erst anschließend schaltet ein Betriebssystem mit grafischer Benutzeroberfläche (z. B. Microsoft Windows) in einen Grafikmodus. Erst moderne Rechner weichen aufgrund erweiterter oder veränderter BIOS-Versionen bzw. aufgrund der Einführung von UEFI davon ab. Anfangs existierten nur Bildschirmadapter, die ausschließlich Textmodi realisierten. Sie waren aus Druckern und Fernschreibern abgeleitet. Die kleinste programmierbare Einheit hierbei war kein Bildpunkt, sondern ein Zeichen, meist ein Buchstabe oder eine Zahl. Später wurde diese Schnittstelle durch Adapter aufgewertet, die jeden Bildpunkt einzeln ansteuern konnten, die sogenannten Grafikkarten.
Früher wie heute gibt es auch Computer ohne Grafikkarte, insbesondere im Serverbetrieb. Diese werden üblicherweise von anderen Rechnern aus über Kommandozeileninterpreter gesteuert, die Verbindung geschieht dann meistens über Netzwerke in Protokollen wie Secure Shell oder Telnet. Auch Grafikausgabe ist möglich, z. B. bei Terminalservern oder Remote-X11-Sitzungen. Die Ausgabe der Anzeige übernimmt dann das aus der Ferne zugreifende System. Informationen zum virtuellen (= im Fenster) oder tatsächlichen Anzeigemodus werden zwischen den Systemen ausgetauscht.